# Max Morand
Pour les articles homonymes, voir Morand.
Max Henri Morand (né à Romorantin le 28 novembre 1900 et mort à Paris le 14 décembre 1991) est un physicien français. Il fut professeur titulaire de physique générale à la faculté des sciences de l'université de Paris.

## Biographie
Fils d'un magistrat, Max Morand fait ses études secondaires aux lycées d'Angoulême, de Bastia et de Poitiers, puis des études supérieures scientifiques de 1920 à 1924 à l'École normale supérieure, où il suit les conférences de physique de Henri Abraham, et Eugène Bloch, et à la faculté des sciences de l'université de Paris, où il suit les cours de physique d'Aimé Cotton, Edmond Bouty, Amédée Guillet et Anatole Leduc, et y obtient les licences ès sciences physiques et ès sciences mathématiques en 1922. En 1924 il est nommé pensionnaire de la Fondation Thiers pour 3 ans, il prépare alors une thèse pour le doctorat ès sciences physiques au laboratoire d'enseignement de la physique de la faculté des sciences de Paris dirigé par Charles Fabry, il soutient celle-ci, intitulée Étude sur l'émission des rayons positifs, application à la séparation des isotopes, devant la faculté des sciences de l'université de Paris en 1927. De 1928 à 1930 il est chargé des fonctions de maître de conférences de physique à la faculté des sciences de l'université de Lille durant le détachement de Pierre Fleury à Istanbul. En 1930 il devient chargé de cours à l'université de Liège, puis professeur extraordinaire (1932) et enfin professeur ordinaire en 1934. Il quitte Liège en mai 1940 à cause de la guerre et se réfugie à l'université de Lyon. Il y installe un laboratoire dans lequel il accueille notamment le fils d'Aimé Cotton et Evry Schatzman pour la préparation du diplôme d'études supérieures. Il est nommé le 1er novembre 1945 maître de conférences de physique pour le certificat d'études physiques, chimiques et biologiques en remplacement de René Lucas, puis pour le certificat d'études supérieures préparatoires de physique, chimie et histoire naturelle. Il s'installe au laboratoire de physique de l’École normale supérieure où il dirige des travaux de recherche sur la physique corpusculaire. Il est ensuite rattaché à la chaire physique-enseignement d'Eugène Darmois et enseigne au sein du certificat de physique générale de licence. Il devient professeur titulaire de physique à titre personnel en 1955 (?) puis succède en 1957 à Eugène Darmois comme professeur titulaire de la chaire de physique-enseignement et comme directeur du laboratoire d'enseignement de la physique (Marcel Raoult lui succédant sur sa maîtrise de conférences SPCN). Il enseigna en particulier l'optique au sein du certificat de physique générale de licence puis au sein du certificat d'optique de licence, et enfin au sein du certificat C2 "vibrations et phénomènes de propagation" de la maîtrise en physique. Il fut après sa retraite nommé professeur honoraire de physique de l'université de Paris puis de université Paris-VI.
Le laboratoire d'enseignement de la physique prit le nom de laboratoire de physique générale après 1968.

## Publications
- Étude des particules nucléaires et cosmiques au moyen des émulsions sensibles, 1949.
- Thermodynamique, 1947.
- Étude sur l'émission des rayons positifs, application à la séparation des isotopes, 1927.
- Optique quantique, 1966.
- Introduction mathématique aux théories physiques modernes, 1948.
- Traité pratique de technique du vide composé, 1958.
- Les Rayons cosmiques, 1961.
- Géométrie et algèbre du vecteur manquant dans l'espace euclidien à 3 dimensions, 1970.
- Les spineurs de l'espace euclidien à trois dimensions, 1962.
- Géométrie spinorielle, 1973.
- Espaces fibrés et structure de la mécanique classique ou quantique, 1983.